# Tintinnabule
Tintinnabulum
«  Tintinnabulum (christianisme) » redirige ici. Pour les autres significations, voir Tintinnabulum.

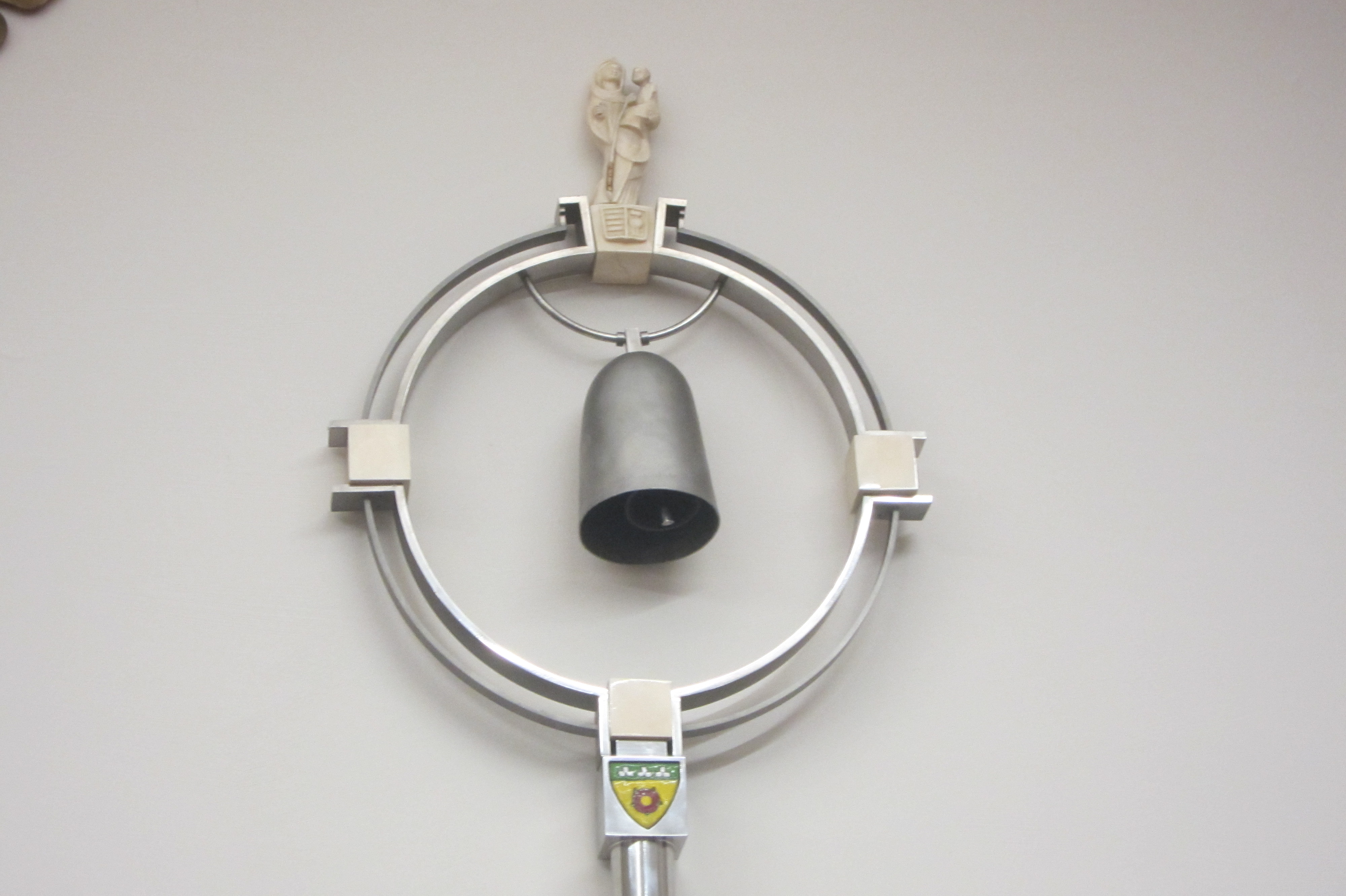
Le tintinnabule de la basilique Virga Jessé de Hasselt (Belgique).

Le tintinnabule (du latin tintinnabulum) est une clochette sur un support portatif et constitue, avec l'ombrellino, l'un des emblèmes distinctifs des basiliques.

## Description
La clochette du tintinnabule est suspendue dans un encadrement appelé « beffroi ». Le tintinnabule est conservé dans les basiliques, généralement près de l'ombrellino, et est porté lors des processions. À la différence de l'ombrellino, il ne figure pas sur les emblèmes héraldiques des basiliques.

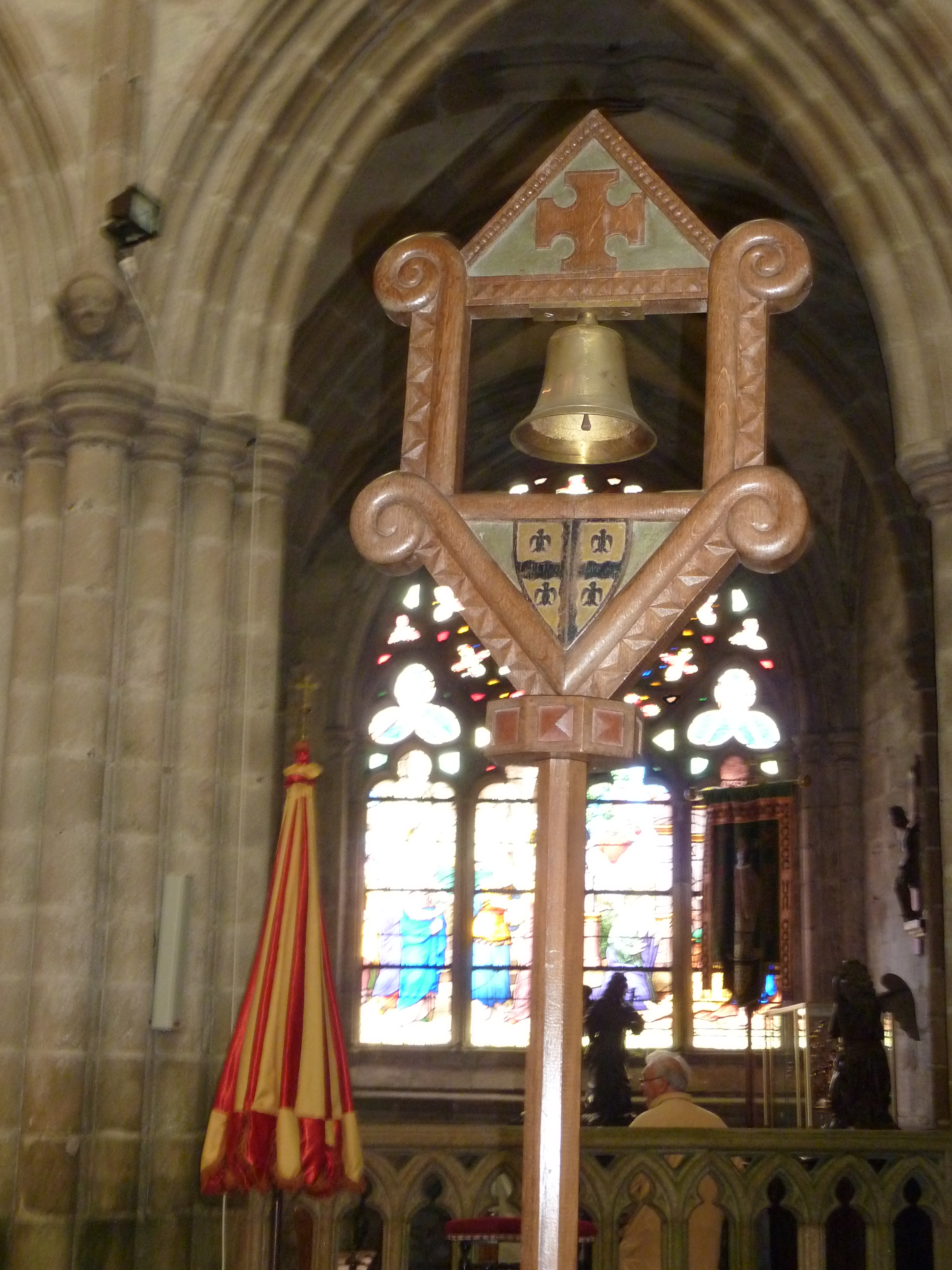
Tintinnabule et ombrellino de la basilique saint Tugdual de Tréguier, France.
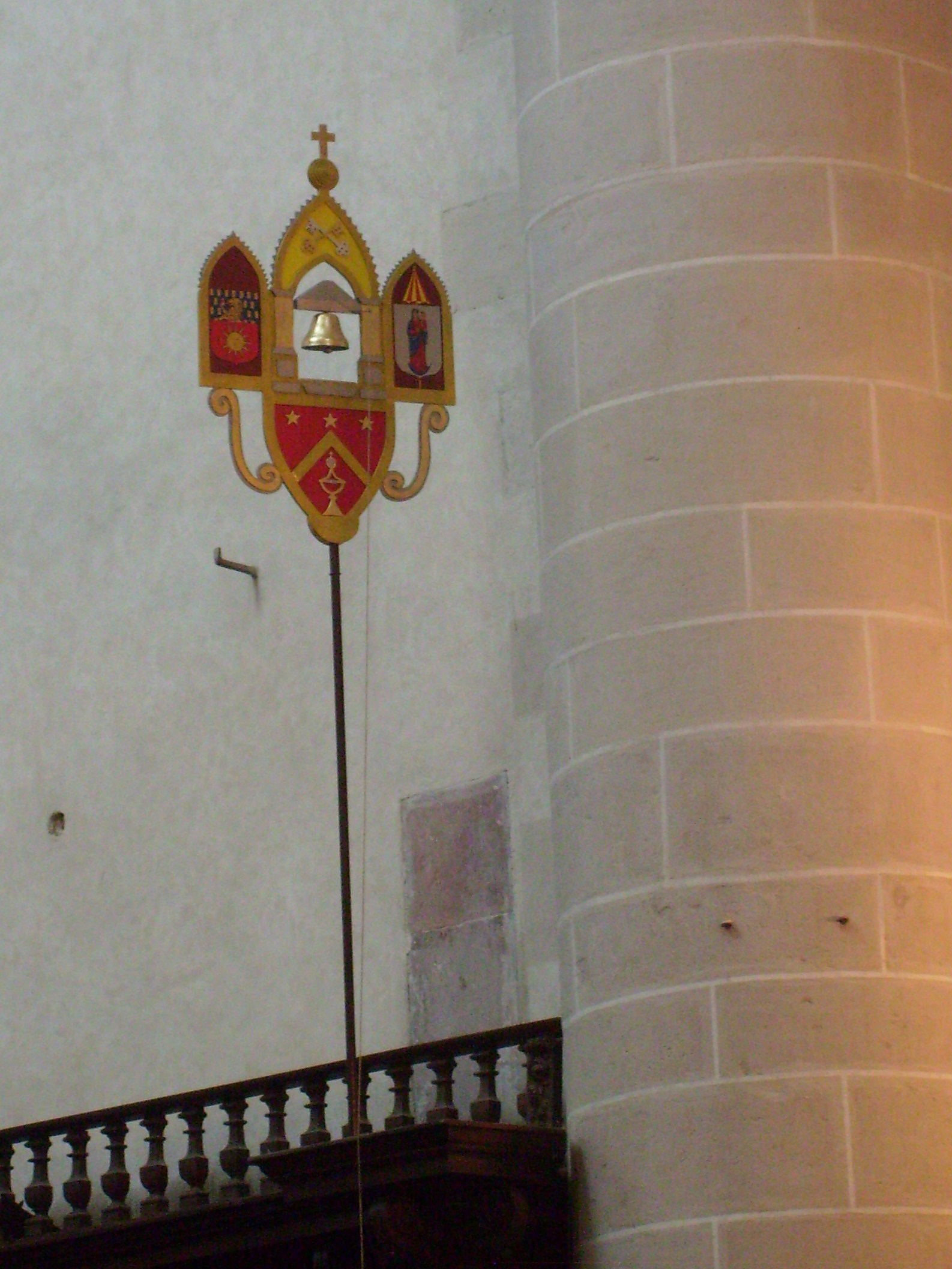
Tintinnabule de la Collégiale Notre-Dame de Dole, France.
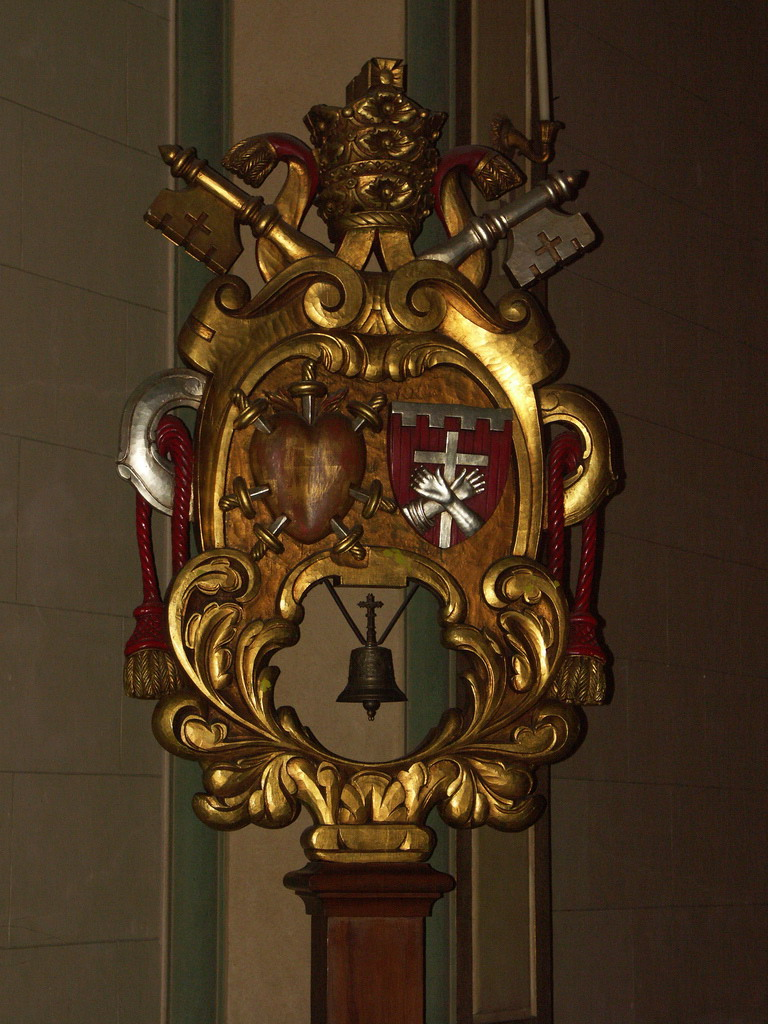
Tintinnabule de la Mission saint François d'Assise de San Francisco, Californie.
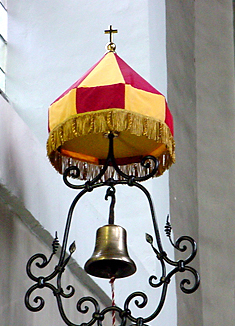
Le tintinnabule de la basilique Troostkerk de Vilvorde, Belgique.
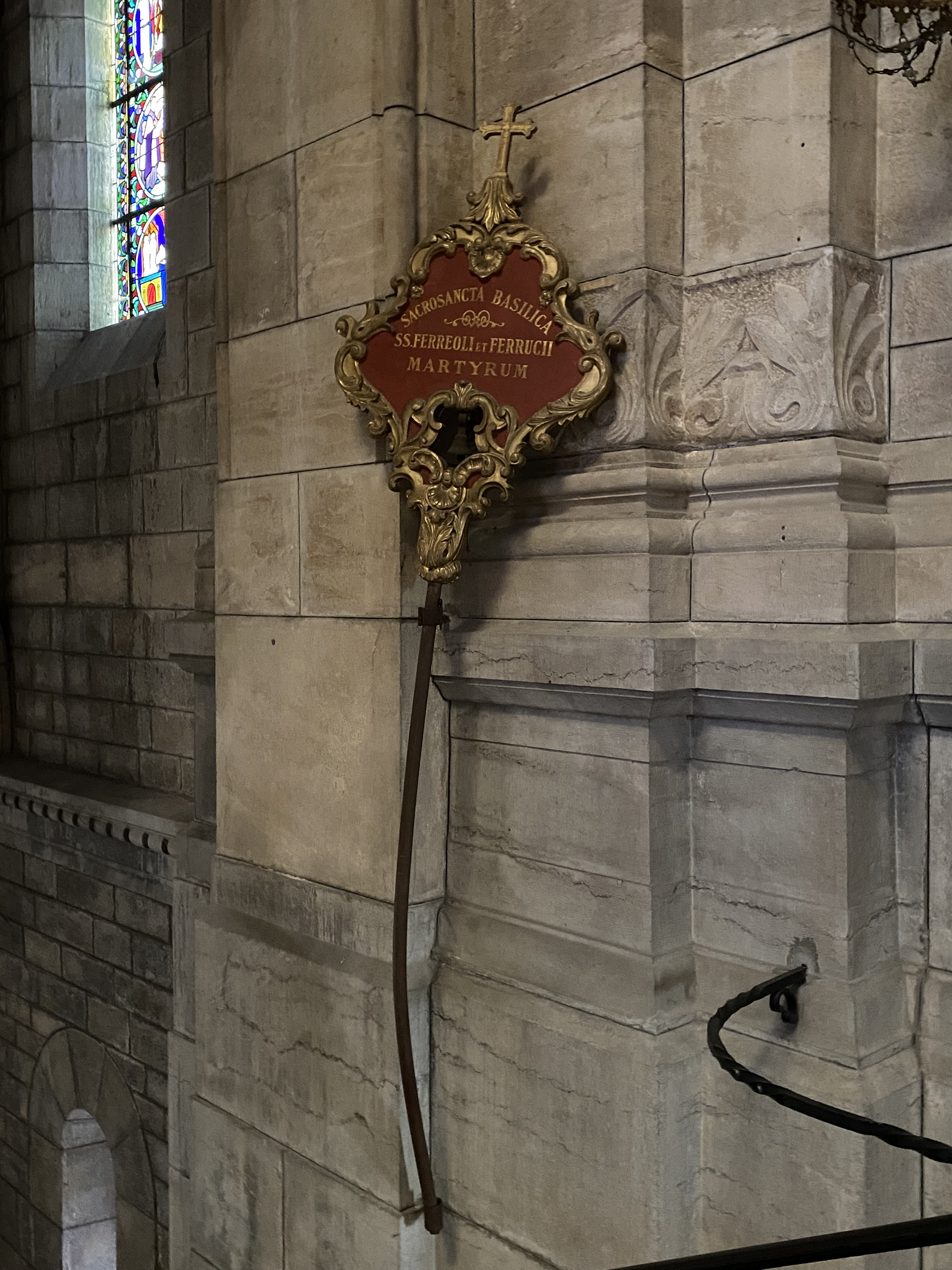
Tintinnabulum de la Basilique Saint-Ferjeux de Besançon.

Ces clochettes, initialement d'usage laïc (tintinnabula aux portes des maisons, aux cous des animaux d'élevage, pour s'éveiller le matin, etc.) puis liturgique, ont été dans les années 1970 utilisées par le compositeur estonien Arvo Pärt dans l'écriture de ses œuvres de musique minimaliste devenant l'un des éléments essentiels de son style musical ayant pris le nom de « style tintinnabuli ».